# Parque nacional histórico de Trakai
El Parque nacional histórico de Trakai (en lituano Trakų istorinis nacionalinis parkas) es un parque nacional en la parte meridional de Lituania. Fue designado en 1992 para incluir a la ciudad histórica de Trakai, a unos 25 kilómetros al oeste de Vilna, y los bosques, lagos y pueblos en sus alrededores. Es el único Parque histórico nacional de Europa.